# 1757年7月の熱波
1757年7月の熱波（1757ねん7がつのねっぱ）は、同年同月に西ヨーロッパ諸国を襲った記録的な熱波である。
この熱波により、1757年の夏のヨーロッパの大陸部の気温は、1540年の熱波より後かつ2003年の熱波より前の期間では最も高くなった可能性がある。1757年7月のパリの平均気温は25 °C (77 °F)であり、観測史上最も暑い月となった。比較として、2006年の熱波の最中が24.8 °Cであった。そして1757年7月14日には、最高気温が37.5 °C (99.5 °F)に達した。これと同じように、イングランドでも、1757年7月は平均気温が18.4 °C (65.1 °F)と、1659年以来、最も暑い月であり、これは1783年7月まで破られなかった。2019年の段階でも、この統計では7月としては9番目の暑さとなっている。

## 報告

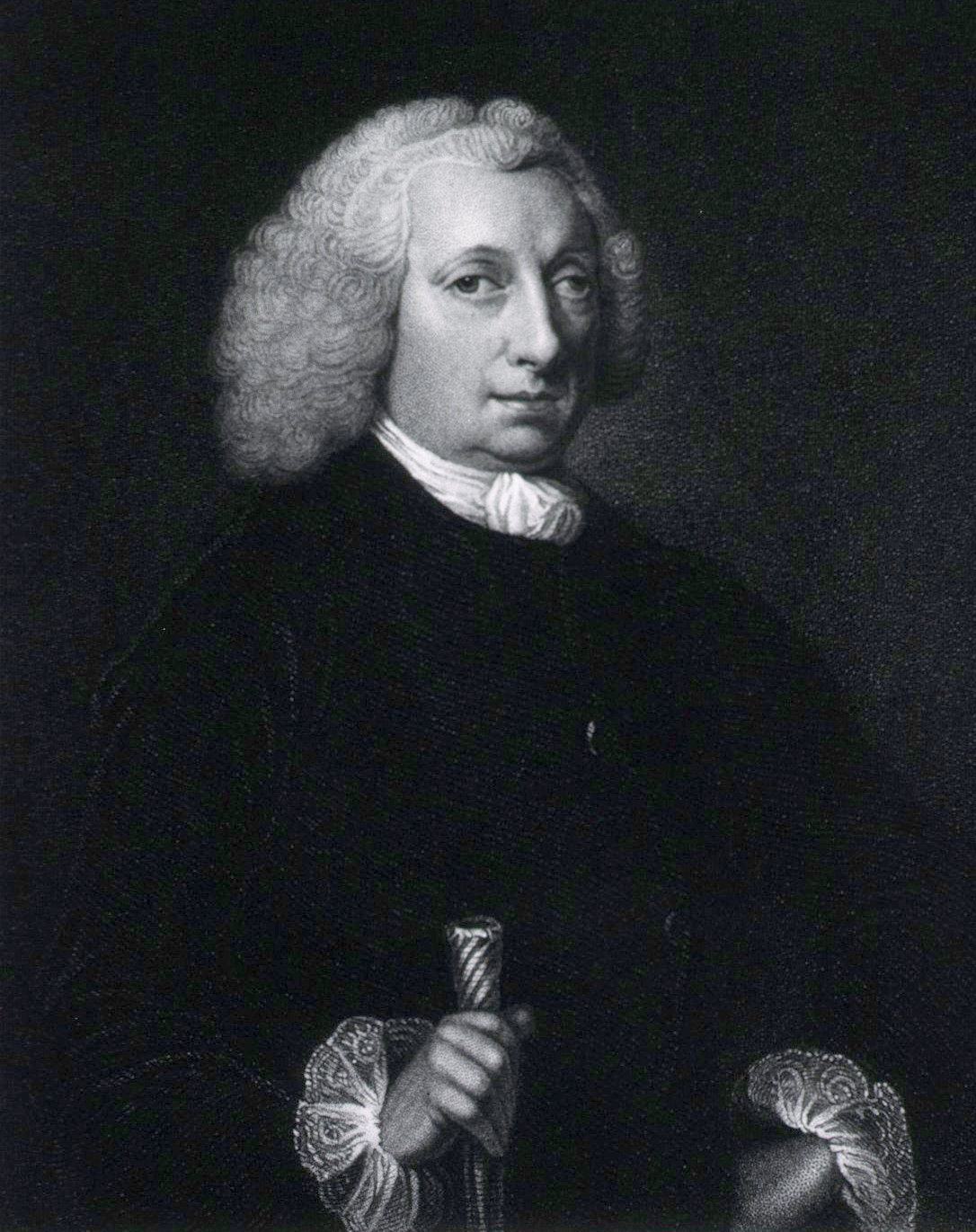
医師のジョン・フックサムは、この熱波により多くの疾病が引き起こされたと報告した。

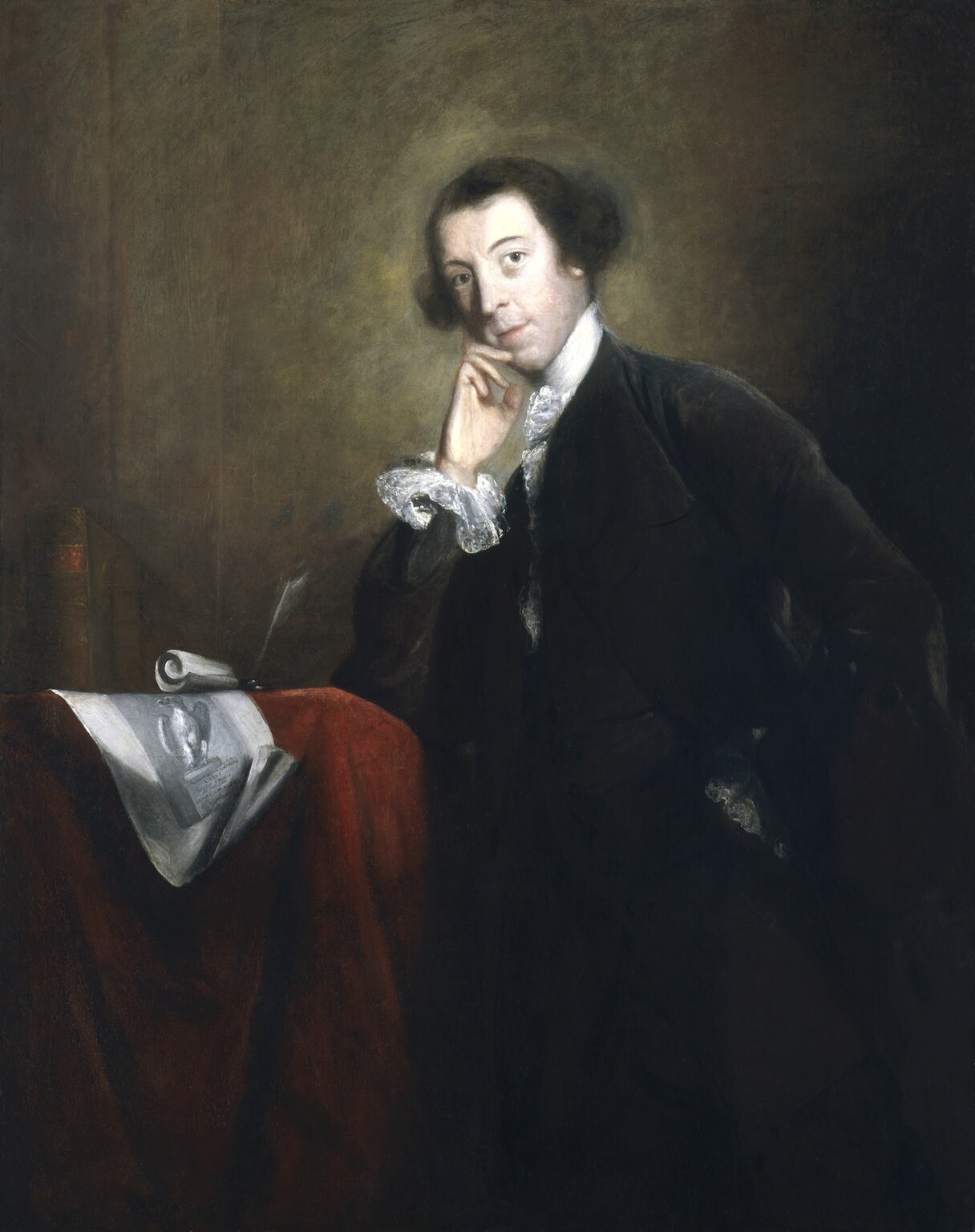
ホレス・ウォルポールは1757年7月に、「私たちはこれから何年間、1757年の夏について話さなければならないのか!」と書いた。

この熱波がもたらした影響をまとめた、同時代の記録がいくつか残っている。医師のジョン・フックサムは、『1757年7月の異常な暑さと、それがもたらした影響についての報告』という論文を書き、これが1758年に「フィロソフィカル・トランザクションズ」に掲載された。ファクサムのイングランドへの熱波の影響についての論文は、熱波が、鼻や女性の子宮を含めた、「体の数か所からの出血を引き起こした」と報告した。他の疾患についてフックサムは「急に起こる激しい頭痛、めまい、多汗、激しい衰弱、精神の抑圧など、様々であった。非常に多数の人々が腐敗性の発熱を起こした」と形容した。また、フックサムは熱波による脱水症状について、「おしなべて尿の色が濃くなり、尿量が減った」などと報告している。
ホレス・ウォルポールは1757年7月12日に書いた手紙で、「とてつもなく暑い天候だ。蒸し暑さの4分の3まではガラスが原因だ」と述べている。彼は自分の庭を歩きながら、「私はこの熱波が原因で死ぬかと思った」と述べ、さらに「私たちはこれから何年間、1757年の夏について話さなければならないのか!」と叫んだ。4日後、彼は別の手紙で、「暑い天候が続いている。私たちはまだそれに全く慣れておらず。自分自身がどのように振る舞うべきなのか、誰にも分からない。リチャード・ベントレーでさえ震えてしまった」と述べている。
「ロンドン・クロニクル」紙にも、ブリュッセルからの手紙など、他の報告が掲載された。同紙は、7月14日の気温が「この国で何年も経験しなかったほどの高さだった」と主張した。ダブリンからの報告でも、この年の夏は、アイルランドの直近35年間で、最も暑い夏だといわれた。

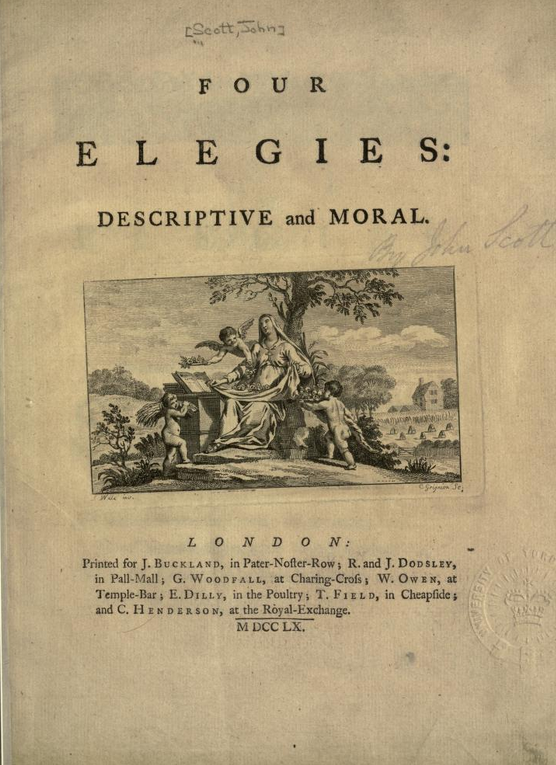
1760年ジョン・スコット・オブ・アムウェル作「4編のエレジー:叙述的かつ道徳的に」の表紙。第2章で1757年の熱波について触れている。

クエーカーの詩人であるジョン・スコット・オブ・アムウェルは、自身が1760年に書いた詩集の「4編のエレジー:叙述的かつ道徳的に」の中で、この熱波を取り上げた。第2編の題は、『1757年7月の暑い天候の中で書く』であった。この中には「生き生きとした地面の様子は失われてしまった。泉には元気がなく、葦が生い茂った側溝は干上がっている。緑に覆われた場所はどこにも見つからない。向こうの小川に流れている水は絶えることがないから、きちんと貯蔵しておくように」という一節があった。
1757年の熱波が長い間議論され続けるだろうというウォルポールの考えが正しかったかどうかについていえば、フックサムらの報告がときどき再版されたのを除けば、その後の議論や記述の主題になることは多くなかったといえる。しかし、2003年に熱波が発生した際には、報道の中で、以前に記録を保持していた熱波として取り上げられることとなった。

## 1757年7月のパリの気温
| 日     | 最低気温     | 最高気温      | 平均気温      |
| ------ | ------------ | ------------- | ------------- |
| 9      | 20 (+ 4.5)   | 31.9 (+ 7.5)  | 26 (+ 6.0)    |
| 10     | 21.3 (+ 5.8) | 33.8 (+ 9.4)  | 27.6 (+ 7.6)  |
| 11     | 24.4 (+ 8.9) | 35 (+ 10.6)   | 29.7 (+ 9.7)  |
| 12     | 22.5 (+ 7.0) | 35.6 (+ 11.2) | 29.1 (+ 9.1)  |
| 13     | 23.8 (+ 8.3) | 35 (+ 10.6)   | 29.4 (+ 9.4)  |
| 14     | 25 (+ 9.5)   | 37.5 (+ 13.1) | 31.3 (+ 11.3) |
| 15     | 21.3 (+ 5.8) | 31.9 (+ 7.5)  | 26.6 (+ 6.6)  |
| 16     | 22.5 (+ 7.0) | 26.3 (+ 1.9)  | 24.4 (+ 4.4)  |
| 17     | 21.3 (+ 5.8) | 29.4 (+ 5.0)  | 25.4 (+ 5.4)  |
| 18     | 20.6 (+ 5.1) | 31.3 (+ 6.9)  | 26 (+ 6.0)    |
| 19     | 18.8 (+ 3.3) | 33.8 (+ 9.4)  | 26.3 (+ 6.3)  |
| 20     | 23.1 (+ 7.6) | 37.5 (+ 13.1) | 30.3 (+ 10.3) |
| 月平均 | 20.1 (+ 4.6) | 29.9 (+ 5.5)  | 25 (+ 5.0)    |